# Serious Sam 4
Serious Sam 4 – strzelanka pierwszoosobowa wyprodukowana przez studio Croteam i wydana przez Devolver Digital. Jest częścią serii gier Serious Sam oraz prequelem do Serious Sam 3: BFE. Gra została zapowiedziana w kwietniu 2018 roku jako Serious Sam 4: Planet Badass. Wydanie na platformach Microsoft Windows oraz Google Stadia zaplanowano na 24 września 2020 roku. Rok później gra ukaże się również na PlayStation 4 oraz Xbox One.

## Rozwój
Proces tworzenia Serious Sam 4 rozpoczął się w październiku 2012 roku. Powstawanie gry oficjalnie potwierdzono w czerwcu 2013 roku, kiedy Humble Bundle rozpoczęło akcję wyprzedażową "Humble Weekly Sale" zawierającą wiele poprzednich części z serii w celu zebrania funduszy na sfinansowanie prac. Podczas testowania elementu gry o nazwie "jammer" – urządzenia mogącego dezaktywować pewne obiekty w grze pod pewnym kątem – zespół zadecydował, iż ten element wraz ze związanymi z nim mechanikami, będzie bardziej pasował do innego typu gry, z czego rozwinęła się inna produkcja studia The Talos Principle wydana w 2014 roku. We wrześniu 2015 roku współautorzy The Talos Principle – Jonas Kyratzes wraz z żoną Vereną – zostali przedstawieni jako scenarzyści nadchodzącego Serious Sam 4.
Serious Sam 4 został zapowiedziany pod tytułem Serious Sam 4: Planet Badass w kwietniu 2018 roku podczas konferencji Reboot Develop w Chorwacji wraz z trailerem. Na zamkniętym pokazie na targach E3 z tego samego roku został zaprezentowany jeden poziom gry. W tym momencie wydanie gry było planowane na 2019 rok. W maju 2020 roku Serious Sam 4 został ponownie zapowiedziany, już bez podtytułu, z przewidywaną data wydania na sierpień 2020 roku na platformach Microsoft Windows i Google Stadia. Według zespołu deweloperów, podtytuł "The Planet Badass", wzięty z fabuły gry, gdzie nieliczni ocalali walczą z najeźdźcami z kosmosu, został zarzucony ze względu na kłopotliwe tłumaczenia na inne języki.
Wydanie gry zostało opóźnione do 24 września 2020 roku. Z powodu umowy na wyłączność z usługą Stadia, wersje na konsole PlayStation 4 oraz Xbox One zostały przełożone na początek 2021 roku.

## Rozgrywka
Serious Sam 4 to gra z gatunku pierwszoosobowych strzelanek skupiona na eliminacji przeciwników za pomocą różnorodnego zestawu broni. Twórcy zdecydowali się zachować elementy znane z poprzednich części serii, takie jak szybkie tempo rozgrywki, brak osłon oraz dużą liczbę przeciwników w pojedynczym podejściu. Na jednej arenie ma się pojawić nawet ponad 10 000 przeciwników jednocześnie. Gracz ma dostać do swojej dyspozycji nowe bronie (jak strzelba automatyczna) oraz nowych przeciwników, przystosowanych również do walki wręcz.
Fabuła gry jest szczątkowa – Ziemia została najechana przez armie obcych pod wodzą Mentala i zostaje szybko podbita. Nieliczni ocalali skupieni w organizacji Earth Defense Force pod wodzą Sama "Serious" Stone'a, głównego protagonisty, stawiają opór najeźdźcy. Akcja gry dzieje się przed wydarzeniami z poprzednich odsłon cyklu i skupia na początkowym okresie inwazji.

## Odbiór gry
Gra zebrała mieszane recenzje, serwis agregujący Metacritic wyliczył średnią ocen na 68 dla 100 punktów możliwych przy ocenie użytkowników 7.5 w 10-stopniowej skali. Recenzenci chwalili akcję, rozgrywkę oraz zachowanie ducha serii, ale mocno krytykowane było wykonanie gry, problemy techniczne oraz monotonia rozgrywki. Ewelina Stój z redakcji PurePC pozytywnie oceniła dostarczenie fajnej, choć momentami monotonnej rozwałki, niewybredny humor oraz pójście serii z duchem czasu, zaznaczając jednak, że nie nastąpił żaden przełom w serii oraz zwróciła uwagę na wysokie wymagania sprzętowe.